# Calolydella geminata
Calolydella geminata là một loài ruồi trong họ Tachinidae.